# Seongnam-Stadion
Das Seongnam-Stadion ist ein Fußballstadion mit Leichtathletikanlage im südkoreanischen Seongnam in der Provinz Gyeonggi-do. Von 1999 bis 2004 war es die Heimstätte des Seongnam FC (damals noch Seongnam Ilhwa Chunma), der zu dieser Zeit in der höchsten Liga des Landes spielte. Es wurde 1984 eröffnet und bietet 25.000 Zuschauern Platz.

## Geschichte
Das Stadion wurde vom 1. September 1976 bis zum 31. Dezember 1984 errichtet und hatte zur Fertigstellung eine Kapazität von 25.000 Sitzplätzen. Die Finanzierung übernahm die Stadtverwaltung Seongnams. Nach der Vergabe der Olympischen Sommerspiele 1988 an die südkoreanische Hauptstadt Seoul im September 1981 wurden für die Hockey-Wettbewerbe zunächst das Hyochang-Stadion in Seoul und das Seongnam-Stadion als Spielorte festgelegt.
Nachdem der Welthockeyverband FIH gegen die Planungen Einwände äußerte, wurde entschieden, die Hockey-Wettbewerbe nun alleine im Seongnam-Stadion auszutragen. Dazu wurde vom 8. April bis zum 6. Juni 1985 neben dem Stadion ein weiteres Spielfeld und eine kleine Tribüne für 2.000 Zuschauer errichtet. In den Finalspielen setzte sich bei den Herren Großbritannien mit 3:1 gegen die BR Deutschland und bei den Damen Australien mit 2:0 gegen den Gastgeber aus Südkorea durch.
Nach dem Umzug des Seongnam Ilhwa Chunma von Cheonan nach Seongnam zur Saison 2000 diente das Seongnam-Stadion dem Verein vier Jahre als Heimstätte. So fand im Dezember 2004 das Finalrückspiel der AFC Champions League zwischen dem Seongnam Ilhwa Chunma und dem saudi-arabischen Verein Ittihad FC dort statt. Das Hinspiel im Prince Abdullah Al-Faisal Stadium in Dschidda hatten die Südkoreaner mit 3:1 gewonnen, das Rückspiel wurde dann aber mit 0:5 verloren. Zur folgenden Spielzeit zog der Verein innerhalb Seongnams in das südwestlich gelegene Tancheon-Stadion um.
Im November 2009 war die Spielstätte Austragungsort des Endspiels des Korean FA Cups zwischen Seongnam Ilhwa Chunma und Suwon Samsung Bluewings, das die Heimmannschaft im Elfmeterschießen verlor.